# عقاب (فیلم ۲۰۱۲)
«عقاب» (انگلیسی: Eagles (2012 film)) فیلمی در ژانر درام است که در سال ۲۰۱۲ منتشر شد.